# International Journal of Agricultural Sustainability
International Journal of Agricultural Sustainability is een internationaal, aan collegiale toetsing onderworpen wetenschappelijk tijdschrift op het gebied van de landbouwkunde.
De naam wordt in literatuurverwijzingen meestal afgekort tot Int. J. Agr. Sustain.
Het wordt uitgegeven door Earthscan, een onderdeel van Taylor & Francis.